# Leandro Makelele
Leandro dos Santos de Jesus, mais conhecido como Makelele (Salvador, 26 de fevereiro de 1985), é um futebolista brasileiro que atua como volante.
Atualmente, defende o CTE Colatina.

## Carreira
Seu primeiro time foi o Vitória, nas categorias de base. Depois, foi para o Real Salvador, equipe famosa por suas categorias inferiores, onde atuou com atletas como o lateral direito Apodi e o meia-atacante Ananias.
Makelele recebeu esse apelido quando atuava pelo Santo André. Tal alcunha foi criada por Dedimar, seu colega de clube, com a intenção de compará-lo fisicamente ao jogador francês Claude Makélélé. O apelido de Makelele não é só por causa da aparência física é também pela raça e doação mostrada em campo que já chamou atenção até de clubes franceses.
Após o Campeonato Paulista de 2007, foi contratado pelo Palmeiras, com contrato válido até junho de 2010.
Em 2008, atuou pelo Grêmio.
Em setembro de 2009, foi emprestado para o Coritiba até o final do ano.
Acertou sua ida para a Académica de Coimbra, onde virou titular absoluto e ajudou o clube a viver alguns de seus melhores anos, sendo vice-campeão da Supertaça de Portugal e disputando a Liga Europa.
Em março de 2016, foi contratado pelo Botafogo-PB.
Em 2017, reforçou o FC Cascavel no Campeonato Paranaense. No mesmo ano, foi anunciado como reforço do Espírito Santo FC, da Série D.
Em 2018, atuou pelo Nacional na disputa do Módulo II do Campeonato Mineiro.
Em 2019, atua pelo Sertãozinho na Série A2 do Paulista.
De janeiro a julho de 2020, jogou pelo Alagoinhas Atlético Clube.

## Títulos
Santo André
- Copa do Brasil: 2004

Palmeiras
- Campeonato Paulista: 2008

Grêmio
- Troféu Osmar Santos: 2008